# Hosszúpereszteg
Hosszúpereszteg je obec v maďarské župě Vas. V roce 2011 zde žilo 628 obyvatel.